# Cheiracanthium kenyaensis
Cheiracanthium kenyaensis là một loài nhện trong họ Miturgidae.
Loài này thuộc chi Cheiracanthium. Cheiracanthium kenyaensis được miêu tả năm 2007 bởi Lotz.